# Marias River

Marias River, ursprungligen Maria's River, är en ca 340 km lång biflod till Missourifloden i Montana. Den har sin början i Glacier County och sammanflyter med Teton River vid Loma i Montana ca 3 km innan de når Missouri.
Floden namngavs av Lewis och Clarks expedition efter Maria Wood, en kusin till Meriwether Lewis.